# Skarlát bikapók
A skarlát bikapók (Eresus kollari) a pókszabásúak (Arachnida) osztályába, a pókok (Araneae) rendjébe és a bikapókfélék (Eresidae) családjába tartozó védett pókfaj.
Elnevezésük onnan ered, hogy a hím veszélyhelyzetben fejét leszegi, mint a bika, potrohát pedig felemelve tartja.

## Származása, elterjedése
Elterjedési területe Európától Közép-Ázsiáig (a palearktikus faunatartomány nyugati részén foltosan összefüggő (24.hu).
Magyarországon egyik élőhelye a Sas-hegy. Megtalálható a Kelet-Cserhátban is, továbbá a Debegió-hegy északi lejtőjén. 

## Megjelenése, felépítése

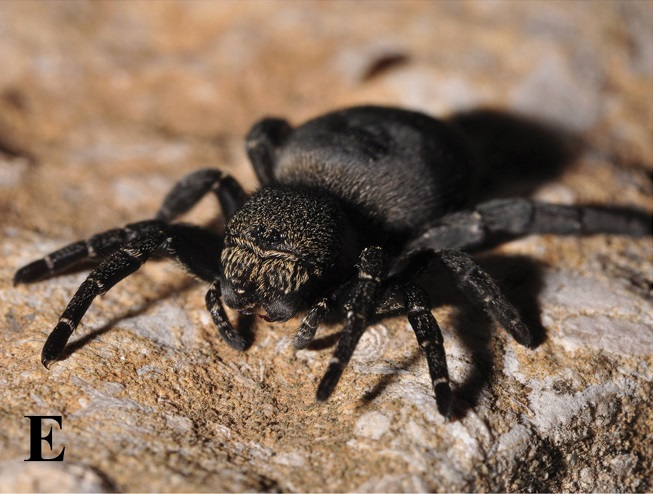
Nőstény

Ivari dimorfizmusa szembeötlő. A 7–8 mm-es hím élénk piros utótestét négy, négyzet alakban elhelyezkedő fekete pont díszíti. A hímnél jóval nagyobb nőstény potroha egyszínű fekete.

## Életmódja
A középhegységekben, dombvidékeken a délnek néző, napsütötte lejtők sztyepprétein és a sziklagyepekben él; az alföldeken a laza, homokos talajon kialakult, hiányosan záródó gyepekben, valamint a ritkás cserjésekkel tarkított, száraz erdőszegélyekben figyelhető meg (24.hu).
Néhány cm mély, pókselyemmel bélelt aknájának kijáratához sugárirányban buktató- és fogófonalakat is húz. A kifejlett hímek tavasztól őszig kóborló-vadászó életmódra térnek át és erős, hegyes csáprágójukkal önmaguknál jóval nagyobb, akár 3 cm-es, kemény páncélú bogarakat (futrinkákat, ganajtúró) is elejthetnek. Élőhelyükön csak ilyen, portyázó hímekkel találkozhatunk.